# Tavolette con storie di Gesù
Le cinque Tavolette con storie di Gesù sono un gruppo di dipinti a tempera e oro su tavola, attribuiti alla cerchia di Cimabue o a un artista veneziano, databili al 1290-1300 circa e conservati in vari musei e collezioni private: nella Fondazione Longhi a Firenze, nel New Orleans Museum of Art, nel Portland Art Museum, nel monastero di Pedralbes vicino a Barcellona e in una collezione privata di Milano.

## Storia
Simili per dimensioni e stile, le cinque tavolette (probabilmente in origine facenti parte di un gruppo più numeroso) provengono verosimilmente da un medesimo complesso, la cui collocazione originaria è sconosciuta. Improbabile che facessero parte di una predella (tipologia che si diffuse qualche decennio dopo e con formati più allungati). Si pensa che potessero essere raggruppate a formare una sorta di piccolo polittico a storie, magari con parti mobili.
Roberto Longhi fu il primo a interessarsi del complesso di tavolette (allora ne erano note quattro, a cui si aggiunse il Giudizio Universale e, per ultima, la Crocifissione), attribuendole a Cimabue, seguito da A. Venturi, W. Suida, G. Fiocco e H. Gronau. Brandi parlò invece di un artista ispirato da Cimabue, opinione condivisa anche da Samek Ludovici e da van Marle, che parlò di scuola toscana. Garrison (confermato da Zeri) le riferì a un anonimo veneziano del XIII secolo, lo "Speaking Christ Master", a cui attribuì anche una piccola e rovinata Madonna col Bambino nella National Gallery of Ireland, oggi riferita invece al senese Maestro di Badia a Isola. Proprio alla cultura senese prima di Duccio hanno guardato gli ultimi studi su queste tavole, sebbene non esista ancora convergenza tra gli studiosi. Perking pensò alla scuola romana del Duecento, mentre Berenson, infine, più prosaicamente pensò a un'opera greco-bizantina del Trecento.
Per quanto riguarda le opere musealizzate, oggi come oggi solo la tavola alla Fondazione Longhi è riferita a Cimabue; quelle statunitensi, entrambe originariamente nella collezione Kress, sono oggi attribuite a un maestro anonimo.
Lo studio più recente di Luciano Bellosi colloca il gruppo d tavolette in ambito veneziano. 

## Descrizione e stile
Le cinque tavole mostrano scene dell'infanzia e della Passione di Cristo, fino alla fine dei tempi. Spesso rovinate, appaiono quasi tutte affollate, con un gusto arcaico che giustappone le figure senza però riuscire a dare una convincente idea di spazio. Fra tutte, forse solo la scena dell'Ultima Cena presenta una composizione più articolata, col grande tavolo attorno a cui stanno radunati gli apostoli, visto quasi a volo d'uccello.
| Immagine | Titolo              | Dimensioni in cm | Paese       | Città             | Luogo di conservazione    | Attribuzione e note |
| -------- | ------------------- | ---------------- | ----------- | ----------------- | ------------------------- | --- |
|          | Natività            | 17,3x18          | Italia      | Firenze           | Fondazione Longhi         | Già nella collezione Foresi, mostra la Madonna sdraiata al centro secondo un'iconografia di origine bizantina. Il Bambino è sdraiato a destra, mentre Giuseppe dorme ai suoi piedi. Gesù ricompare anche in basso a destra, mentre due levatrici gli fanno il primo bagnetto. In alto si svolge l'annuncio degli angeli ai pastori, mentre dalla montagnola dietro Giuseppe spuntano già i busti dei tre Magi. |
|          | Ultima Cena         | 17x18            | Stati Uniti | New Orleans       | New Orleans Museum of Art | Dotato di cornice con motivi geometrici, è molto danneggiato nella parte inferiore. Mostra gli apostoli attorno a un grande tavolo tondo, con Gesù quasi al centro in alto, che tiene a fianco Giovanni addormentato su di lui. Gli apostoli sollevano le mani gesticolando: è il momento culmine dell'annuncio da parte di Gesù del tradimento di uno di loro. Si tratta di Giuda, che è confuso tra gli altri e non ha ancora perduto l'aureola. Gli edifici sullo sfondo riprendono la cruvatura della tavola. |
|          | Cattura di Cristo   | 18x16            | Stati Uniti | Portland (Oregon) | Portland Art Museum       | Giuda si avvicina a Cristo, al centro della scena, per baciarlo e farlo riconoscere dai soldati, che si avventano su di lui. La scena è molto concitata, con chi soleva le braccia per tenere alta la luce e le armi, chi afferra Cristo per i capelli, chi si allontana, chi accorre, ecc. Le figure sono composte su piani scanditi uno dietro l'altro, senza però un raccordo spaziale convincente. |
|          | Crocifissione       | 18x18,2          | Spagna      | Barcellona        | Monastero di Pedralbes    | Il Cristo crocifisso si leva al centro della scena con la Madonna, che porta le mani al petto e reclina il capo in segno di profondo dolore, e san Giovanni, che distende invece incredulo le braccia verso il basso, coi pugni incrociati e chiusi. In basso si intravede un piccolissimo donatore, inginocchiato. Due edifici in miniatura (rispetto alle figure) fanno da quinte, secondo una tecnica ampiamente usata dalla scuola romana di pittura. La tavola, dopo essere passata sul mercato antiquario, passò nella collezione Thyssen, che da Lugano fu trasferita in Spagna. Invece di entrare nel Museo Thyssen-Bornemisza la tavoletta venne tuttavia destinata al monastero nei pressi di Barcellona. |
|          | Giudizio Universale | 18x17            | Italia      | Milano            | Collezione Bagnarelli     | Negli anni trenta era nella collezione Foresti a Modena, per poi passare a quella di B. Canto a Milano (dal 1950 al 1963) e poi in quella odierna, ricca di pezzi a fondo oro. Cristo nella mandorla appare in cielo e solleva il braccio per dare avvio al giorno del Giudizio. Un angelo, piegandosi con energia, suona la tromba che risveglia i morti, i quali si sollevano da un sepolcro al centro della tavoletta. Un altro angelo srotola il libro dei Giusti, mentre altri due, da dietro la mandorla, compaiono in volo recando i simboli della Passione: la croce, l'asta di Longino e la canna con la spugna di Stefaton.                                                                               |